# Epanafoor
Een epanafoor is een stijlfiguur waarbij twee of meer ongeveer gelijke zinnen beginnen met een herhaling van dezelfde woorden. 
De epanafoor is vergelijkbaar met de anafoor. In de Bijbel komt het voor als parallellisme (gedachtenrijm).
voorbeeld
- De stem van de Heer vol kracht,
de stem van de Heer vol glorie.[1]
- zie dan, zie dan hoe dat gaat